# Sh2-27
Sh2-27 est une nébuleuse en émission visible dans la constellation d'Ophiuchus.
Elle est située dans la partie sud-ouest de l'Ophiuchus, bordant la partie la plus au nord du Scorpion. Son identification est simplifiée par la présence de son étoile centrale, ζ Ophiuchi, qui étant de magnitude 2 est clairement visible à l'œil nu même les nuits moins sombres. Si la position du nuage est facile à repérer, son observation est rendue difficile par sa faiblesse. La période la plus propice à son observation dans le ciel du soir se situe entre mai et septembre. Tandis que sa position à une courte distance de l'équateur céleste signifie qu'il est clairement visible de presque toutes les zones peuplées de la Terre.
Il s'agit du faible nuage entourant l'étoile ζ Ophiuchi, une étoile fugitive dont l'origine se trouve au sein de l'association Antares, une association OB qui comprend les étoiles bleues brillantes constituant la "tête" du Scorpion,. Le nuage, composé d'hydrogène ionisé, a une forme elliptique allongée dans la direction est-ouest et enveloppe complètement l'étoile qui lui est associée. La partie nord du nuage est la plus brillante et a un aspect filamenteux. La distance au nuage est estimée à environ 170 pc (∼554 al).